# Tomas Alfredson
Hans Christian Tomas Alfredson (1 de abril de 1965) es un actor y director de cine sueco, reconocido internacionalmente por la película dirigida en 2008, Déjame entrar (en sueco, Låt den rätte komma in, en inglés Let the Right One In), una revisión del mito vampírico. Alfredson ha recibido el Premio Guldbagge al mejor director en dos ocasiones, en 2005 por Four Shades of Brown, y en 2009 por Déjame entrar. Su película Tinker Tailor Soldier Spy (El espía que sabía demasiado), una adaptación del libro de John le Carré de 1974 y del mismo título, fue presentada en septiembre de 2011 en la edición 68ª del Festival de cine de Venecia. Déjame entrar y Tinker Tailor Soldier Spy son consideradas sus dos mejores películas, con influencias claras del director Ingmar Bergman.[cita requerida] Las dos has sido alabadas por la crítica y por el público. Tinker Tailor Soldier Spy fue un gran éxito de crítica y público (recaudó en todo el mundo aproximadamente 100 millones de dólares) dónde deslumbró un gran reparto de actores británicos encabezado por Gary Oldman que recibió una nominación al Premio de la Academia en la categoría de Mejor Actor. La película recibió dos nominaciones más en las categorías de Mejor Guion Adaptado y Mejor banda sonora compuesta por el español Alberto Iglesias. La película recibió 11 nominaciones en los BAFTA. La Academia Británica de las Artes Cinematográficas y de la Televisión se rindió ante The Artist, que recibió 7 premios pero El Topo consiguió ganar 3 incluyendo el premio a Mejor Película Británica. Alfredson ya es considerado como el mejor director sueco desde Ingmar Bergman y uno de los máximos talentos del panorama internacional. Siendo consideradas sus dos películas internacionales de lo mejor en su género.

## Primeros años
Alfredson nació en 1965 en Lidingö, Estocolmo län, Suecia. Siendo hijo del comediante, escritor y director Hasse Alfredson, estaba acostumbrado a ser tratado de manera diferente desde muy niño. "[Un pequeño] número de personas eran propiedad pública, y él era uno de ellos", dijo Alfredson sobre su padre. Hasse rara vez estaba en casa, y Tomas fue criado principalmente por su madre. "Pero participé en producciones cinematográficas [de Hasse] todos los veranos, probablemente fue una forma de llegar el uno al otro (...) Pensaba que era muy divertido".
Alfredson a menudo tenía papeles menores en las películas de Hasseåtage. Por ejemplo, interpretó al "Conde" en "The Apple War" (1971), siendo su única línea de diálogo "Adieu, mon plaisir".

## Trayectoria como director
La carrera de Alfredson comenzó en Svensk Filmindustri, donde trabajó como asistente. Participó en la creación del canal de televisión TV4, donde trabajó en el departamento de entretenimiento. Uno de sus éxitos fue la adaptación sueca de Fort Boyard, "Fångarna på Fortet". Más tarde pasó a Sveriges Television, creando series de televisión como Ikas TV-kalas, un programa de televisión infantil protagonizado por Ika Nord, que más tarde aparecería en la película de Alfredson de 2008 Déjame entrar. Según Nord, Alfredson tenía "solo 25 años, pero era extremadamente competente". En 1994 Alfredson dirigió Bert, otra producción televisiva basada en los Diarios de Bert, una popular serie de novelas adolescentes escritas en forma de diario. En 1995 dirigió el largometraje, Bert: The Last Virgin, basado en la serie del mismo nombre, por el que Alfredson fue nominando en los premios Guldbagge como Mejor Director.
En 1999 se unió como director al grupo de comedia sueco Killinggänget. "Me parecieron un poco más divertidos que los demás, y un poco más minuciosos", declaró. Su primera colaboración con ellos fue una serie de cuatro películas para televisión en 1999, incluyendo el mockumentary Screwed in Tallinn, que representa a un grupo de solteros suecos que viajan a Estonia en autobús con la esperanza de encontrar novias. La película de 2004 Four Shades of Brown, dirigida por Alfredson, es el único largometraje de Killinggänget hasta la fecha. La película entrelaza cuatro relatos no relacionados que tienen en común una historia de traición, en particular los padres que traicionan a sus hijos. La película recibió cuatro premios Guldbagge, incluyendo Mejor Dirección para el propio Alfredson.
En 2004 el escritor sueco John Ajvide Lindqvist publicó su primera novela de terror Let the Right One In en 2004. Tras leerla, Alfredson quiso dirigir su adaptación cinematográfica, contactando para ello con Lindqvist: "Ellos [sic] eran una multitud llamando a su puerta para hacer una película, siendo yo era el número 40 o algo así. Cuando nos conocimos, él ya me conocía y le gustaba lo que había hecho anteriormente, y conectamos inmediatamente". La película narra la historia de un niño acosado de 12 años que se hace amigo de una niño vampira a principios de la década de 1980 en Blackeberg, Suecia. Además de dirigir, Alfredson editó la película en colaboración con Dino Jonsäter.
Let the Right One In (estrenada en castellano como Déjame entrar) se estrenó el 26 de enero de 2008 en el Festival Internacional de Cine de Gotemburgo, donde Alfredson ganó el Premio de Cine Nórdico. El largometraje también fue premiado en otros festivales, destacando el Premio Fundadores a la Mejor Película Narrativa en el Festival de Cine de Tribeca. La película se convirtió rápidamente en un éxito internacional, siendo vendidos sus derechos en más de cuarenta países antes de su estreno en cines el 24 de octubre de 2008. A nivel nacional, la película ganó cinco Premios Guldbagge, con Alfredson recibiendo su segundo galardón a la Mejor Dirección.

### Carrera internacional
Tras el rodaje de Déjame entrar, Alfredson anunció públicamente que no haría más películas en un "futuro próximo". Declaró que se había cansado de la industria sueca del cine y la televisión, la cual consideraba "vaciada de energía, coraje y gravedad". Si bien había recibido varias ofertas de productores de Hollywood, era reacio a dejar su "hogar, hijos y todos los colegas de los que dependo para ser bueno". Sin embargo, en marzo de 2009 anunció que participaría en una gran producción cinematográfica internacional. En julio de 2009 quedó claro que Alfredson había firmado para dirigir una adaptación cinematográfica de la novela de 1974 de John le Carré, Tinker, Tailor, Soldier, Spy. La película sería producida por Tim Bevan y Eric Fellner de Working Title Films, estrenándose en septiembre de 2011 en el 68º Festival Internacional de Cine de Venecia.
En 2012 se anunció que Alfredson había adquirido los derechos para hacer una adaptación cinematográfica de la novela de Astrid Lindgren Los hermanos Corazón de León, con la idea de que el propio Alfredson la dirigiera y John Ajvide Lindqvist se encargase de la escritura del guión.
En 2017 Alfredson dirigió The Snowman. Pese a su elenco estelar y a la popularidad de la serie de libros de Jo Nesbø, la película fue objeto de críticas dispares, desde la aprobación del 6% en Rotten Tomatoes, o el 4,6 en Film Affinity hasta las valoraciones positivas del crítico de Clarín o la tibia acogida que recibió en la revista de cine Fotogramas.

## Vida personal
Alfredson es el hermano del director de cine Daniel Alfredson. Tiene dos hijos con su ex esposa Cissi Elwin, quien es la directora gerente del Instituto Sueco del Cine. Reside en Estocolmo.

## Filmografía
| Director   | Director                                                                             | Director                                                                             | Director                                 |
| Películas  | Películas                                                                            | Películas                                                                            | Películas                                |
| Año        | Título                                                                               | Título original                                                                      | Observaciones                            |
| ---------- | ------------------------------------------------------------------------------------ | ------------------------------------------------------------------------------------ | ---------------------------------------- |
| 1995       | Bert: The Last Virgin                                                                | Bert: Den siste oskulden                                                             |                                          |
| 2003       | Office Hours                                                                         | Kontorstid                                                                           |                                          |
| 2004       | Four Shades of Brown                                                                 | Fyra nyanser av brunt                                                                | Con Killinggänget                        |
| 2008       | Déjame entrar                                                                        | Låt den rätte komma in                                                               |                                          |
| 2011       | El espía que sabía demasiado                                                         | Tinker Tailor Soldier Spy                                                            |                                          |
| 2017       | The Snowman                                                                          |                                                                                      |                                          |
| Televisión |                                                                                      |                                                                                      |                                          |
| Año        | Título                                                                               | Título original                                                                      | Observaciones                            |
| 1990       | Ikas TV-kalas                                                                        | Ikas TV-kalas                                                                        |                                          |
| 1994       | Bert                                                                                 | Bert                                                                                 |                                          |
| 1999       | Offer och gärningsmän                                                                | Offer och gärningsmän                                                                |                                          |
| 1999       | Fyra små filmer: Gunnar Rehlin, Ben & Gunnar, På sista versen and Screwed in Tallinn | Fyra små filmer: Gunnar Rehlin, Ben & Gunnar, På sista versen and Screwed in Tallinn | Con 'Killinggänget'                      |
| 2000       | Soldiers by Moonlight                                                                | Soldater i månsken                                                                   |                                          |
| 2005       | En decemberdröm                                                                      | En decemberdröm                                                                      | También conocido como Julkalendern 2005  |
| Other      |                                                                                      |                                                                                      |                                          |
| Año        | Título                                                                               | Título original                                                                      | Observaciones                            |
| 2001       | Spermaharen                                                                          | Spermaharen                                                                          | Proyecto en internet con 'Killinggänget' |